# Frogger's Adventures 2: The Lost Wand
Frogger's Adventures: The Lost Wand, conocido en Japón como Frogger: Mahou no Kuni do Daibouken (フロッガー 魔法の国の大冒険?), es un videojuego de acción para Game Boy Advance. Es parte de la saga Frogger y fue lanzado en noviembre de 2002. Es una secuela de Frogger's Adventures: Temple of the Frog. 
- Datos: Q16569631